# Planters (colons)
Pour les articles homonymes, voir Planters.
 (mars 2023).
Si vous disposez d'ouvrages ou d'articles de référence ou si vous connaissez des sites web de qualité traitant du thème abordé ici, merci de compléter l'article en donnant les références utiles à sa vérifiabilité et en les liant à la section « Notes et références ».
Les Planters, ou Planteurs (New England Planters en anglais), sont un groupe d'immigrants de la Nouvelle-Angleterre qui, à l'invitation du gouverneur de la Nouvelle-Écosse Charles Lawrence, s'établirent dans les terres restées vacantes après la Déportation des Acadiens, à partir de 1755. Huit mille de ces Planters, surtout des fermiers et des pêcheurs, arrivèrent entre 1759 et 1768. Les fermiers s'établirent surtout dans les riches terres agricoles des Mines et de la vallée d'Annapolis, ainsi qu'au sud-est du Nouveau-Brunswick, alors une partie de la Nouvelle-Écosse. La plupart des pêcheurs s'établirent sur la rive sud de la Nouvelle-Écosse, où ils reçurent des terres aussi grandes que les fermiers. Plusieurs se sont établis à cet endroit précisément parce qu'ils pratiquaient déjà la pêche au large de la côte avant d'y déménager.
Les Planters furent le premier groupe important d'immigrants anglophones ne venant pas des îles Britanniques à s'établir au Canada. La plupart des Planters étaient des protestants, contrairement aux Acadiens catholiques. Ils furent bientôt rejoints par des immigrants du Yorkshire et des Loyalistes, qui quittèrent les Treize colonies après la Guerre d'indépendance, en 1783. L'arrivée de ces colons diminua grandement l'influence des Planters.